# 1572
Il 1572 (MDLXXII in numeri romani) è un anno bisestile del XVI secolo.

## Eventi

### Per luogo

#### Asia
- Fine del periodo Muromachi in Giappone.

#### Americhe
- Vilcabamba, ultimo resto indipendente dell'Impero inca, viene conquistato dagli spagnoli.
- 24 settembre – Perù: Fine dell'Impero inca con la morte di Túpac Amaru, ultimo capo Inca.

#### Europa
- 16 gennaio – Thomas Howard, quarto duca di Norfolk, viene arrestato per tradimento, avendo preso parte al complotto di Ridolfi che intendeva restaurare il cattolicesimo in Inghilterra.
- 1º aprile – Paesi Bassi- Guerra degli ottant'anni: I Geuzen di Guillaume II de la Marck attaccano ed occupano Brielle, e poi Flessinga.  Issandovi la bandiera di Guglielmo I d'Orange provocano la ribellione di varie città al dominio spagnolo.
- 13 maggio – Papa Gregorio XIII succede a papa Pio V come 226º Papa.
- 2 giugno – Inghilterra: La regina Elisabetta fa decapitare il 4º Duca di Norfolk, accusato di tradimento.
- 25 giugno – Paesi Bassi: i Geuzen conquistano anche Gorcum. Dopo la resa, frati e preti cattolici, che invece di fuggire avevano resistito nella cittadella col governatore spagnolo, vengono imprigionati. Condotti poi a Brielle ed invitati inutilmente ad abiurare, vengono tutti impiccati e mutilati il 9 luglio da Guillaume II de la Marck.
- luglio – Russia: Dopo 7 anni di terrore lo zar Ivan IV abolisce con un nuovo ukaz l'istituto dell'Opričnina e scioglie le truppe degli Opričniki.
- 18 agosto – Francia: Enrico IV di Francia, all'epoca ancora re di Navarra, sposa Margherita di Valois, figlia di Caterina de' Medici ed Enrico II, per riconciliare protestanti e cattolici. Ma nel 1599 lo stesso Enrico chiederà lo scioglimento del matrimonio perché Margherita non gli darà alcun figlio maschio.
- 22 agosto – Francia: dopo le nozze di Enrico IV di Francia con la cattolica Margherita di Valois, Gaspard de Châtillon, capo degli ugonotti, viene assassinato: l'azione terminerà nella Notte di San Bartolomeo.
- 24 agosto – Paesi Bassi: i Geuzen, ribelli calvinisti, catturano la città portuale di Brielle. Questo porta un'ondata di rivolte in Paesi Bassi e Zelanda, lasciando molte delle loro province (tranne Amsterdam) sotto il controllo dei ribelli.
- 24 agosto – Francia: Caterina de' Medici ordina la strage degli ugonotti (strage della Notte di San Bartolomeo).
- 9 novembre – Assedio di Sancerre: L'esercito cattolico del re assedia Sancerre, fortezza ugonotta nella Francia centrale. La città fortificata resiste per circa otto mesi senza le bombarde.
- dicembre – Il duca d'Alba, comandante spagnolo nei Paesi Bassi, assedia Haarlem.

### Per argomento

#### Medicina
- Girolamo Mercuriali da Forlì (Italia) scrive il De morbis cutaneis ("Sulle malattie della pelle"), meglio conosciuto come il primo trattato scientifico sulla Dermatologia.

#### Astronomia
- 11 novembre – Tycho Brahe osserva per la prima volta la supernova SN 1572 nella costellazione di Cassiopea, e la descrive nel libro "de stella nova", coniando il termine astronomico "nova". Anche se oggi si stima che fosse un'esplosione di supernova e non una classica nova (meno potente), i termini erano intercambiabili fino al congresso della U.A. del 1930.

## Nati

### Gennaio
- 11 gennaio - Elizabeth Wriothesley, nobile inglese († 1655)
- 22 gennaio - John Donne, poeta, religioso e saggista inglese († 1631)
- 28 gennaio - Giovanna Francesca Frémiot de Chantal, religiosa francese († 1641)

### Febbraio
- 27 febbraio - Francesco II di Lorena, duca francese († 1632)

### Marzo
- 3 marzo - Robert Catesby, politico britannico († 1605)
- 5 marzo - Tommaso Francini, ingegnere italiano († 1651)
- 10 marzo - Tommaso Caracciolo, militare italiano († 1631)
- 12 marzo - Valentin Schmalz, teologo tedesco († 1622)
- 20 marzo - Otto III di Brunswick, nobile tedesco († 1641)

### Aprile
- 4 aprile - William Strachey, storico britannico († 1621)
- 14 aprile - Adam Tanner, gesuita austriaco († 1632)

### Maggio
- 25 maggio - Maurizio d'Assia-Kassel, nobile tedesco († 1632)

### Giugno
- 11 giugno - Ben Jonson, drammaturgo, attore teatrale e poeta britannico († 1637)
- 26 giugno - Sigismondo d'Este, nobile italiano († 1628)

### Luglio
- 1º luglio - Giovanni Battista Lalli, poeta italiano († 1637)
- 28 luglio - Odo van Maelcote, scienziato e matematico belga († 1615)

### Settembre
- 5 settembre - Pietro Niccolini, arcivescovo cattolico italiano († 1651)
- 8 settembre - Celso Tolomei, nobile italiano († 1634)
- 8 settembre - Pietro Casani, presbitero italiano († 1647)
- 11 settembre - Daniyal Mirza, principe e poeta indiano († 1605)
- 11 settembre - Virginio Orsini, sovrano italiano († 1615)
- 15 settembre - Erasmus Widmann, organista e compositore tedesco († 1634)
- 24 settembre - Francesco Brunelli, intagliatore italiano († 1635)
- 30 settembre - Denis-Simon de Marquemont, cardinale e arcivescovo cattolico francese († 1626)

### Novembre
- 2 novembre - Enrico I di Savoia-Nemours, nobile francese († 1632)
- 8 novembre - Giovanni Sigismondo di Brandeburgo, nobile prussiano († 1619)
- 13 novembre - Cirillo Lucaris, teologo e arcivescovo ortodosso greco († 1638)
- 19 novembre - Alessandro Antelminelli, nobile, avventuriero e diplomatico italiano († 1657)
- 29 novembre - Andrea Baroni Peretti Montalto, cardinale e vescovo cattolico italiano († 1629)

### Dicembre
- 20 dicembre - Edward Russell, III conte di Bedford, nobile inglese († 1627)
- 31 dicembre - Go-Yōzei, imperatore giapponese († 1617)

### Senza giorno specificato
- Andrea de Soveral, presbitero brasiliano († 1645)
- Fakhr al-Din II, principe libanese († 1635)
- San Filippo di Gesù, religioso, missionario e santo messicano († 1597)
- Giovanni Bernardino Azzolino, pittore italiano († 1645)
- Kaihime, nobildonna giapponese († 1614)
- Daniel Bacheler, liutista e compositore inglese († 1618)
- Gillis Backereel, pittore fiammingo
- Zsigmond Báthory, nobile rumeno († 1613)
- Johann Bayer, giurista e astronomo tedesco († 1625)
- Gian Francesco Biondi, scrittore, diplomatico e storico italiano († 1644)
- Fabrizio Boschi, pittore italiano († 1642)
- Charles Bouvard, medico, chirurgo e chimico francese († 1658)
- Giuliano Cesarini, nobile italiano († 1613)
- Chōsokabe Chikatada, militare giapponese († 1600)
- Pier Paolo Crescenzi, cardinale e vescovo cattolico italiano († 1645)
- Giulio Cromer, pittore italiano († 1632)
- Giovanni Agostino De Marini, doge († 1642)
- Cornelius Drebbel, inventore e alchimista olandese († 1633)
- Giovanni Camillo Glorioso, matematico e astronomo italiano († 1643)
- Antonietta Gonsalvus, nobile spagnola
- Bartholomew Gosnold, esploratore e giurista inglese († 1607)
- Francesco d'Isa, drammaturgo italiano († 1622)
- Kyōgoku Takatomo, militare giapponese († 1622)
- Sebastiano Paride Lodron, condottiero italiano († 1611)
- Samuel Marolois, matematico e ingegnere olandese († 1627)
- Daniel Nys, mercante d'arte fiammingo († 1647)
- Hugh Roe O'Donnell, militare irlandese († 1602)
- Antonietta d'Orléans-Longueville, religiosa francese († 1618)
- Gian Paolo Osio, nobile e criminale italiano († 1608)
- Giovanni Gregorio Piola, pittore italiano († 1625)
- Jan van Ravesteyn, pittore olandese († 1657)
- Valerio Rosso, medico e filosofo italiano († 1602)
- Salvatore Sacchi, compositore italiano († 1622)
- Raffaello Schiaminossi, pittore e incisore italiano († 1622)
- Vilém Slavata, politico ceco († 1652)
- Ernst Soner, filosofo e medico tedesco († 1612)
- Edward Stafford, IV barone Stafford, nobile inglese († 1625)
- Roger Stafford, VI barone Stafford, nobile inglese († 1640)
- Famiano Strada, gesuita, storico e letterato italiano († 1649)
- Girolamo Tantucci, vescovo cattolico italiano († 1637)
- Thomas Tomkins, compositore inglese († 1656)
- Adriaen Veen, cartografo olandese († 1633)
- Henri de Gondi, cardinale e vescovo cattolico francese († 1622)
- Antonio de Mattheis, vescovo cattolico italiano († 1635)

## Morti

### Gennaio
- 27 gennaio - Pietro del Monte, nobile italiano

### Febbraio
- 23 febbraio - Pierre Certon, musicista francese
- 23 febbraio - Giovambattista Ricasoli, vescovo cattolico e diplomatico italiano (n. 1504)
- 28 febbraio - Caterina d'Austria, nobile (n. 1533)
- 28 febbraio - Udai Singh II,  indiano (n. 1522)
- 28 febbraio - Aegidius Tschudi, storico, cartografo e politico svizzero (n. 1505)

### Marzo
- 2 marzo - Mem de Sá, esploratore portoghese
- 5 marzo - Giulio Campi, pittore e architetto italiano (n. 1502)
- 7 marzo - Alonso de Montúfar, vescovo cattolico spagnolo (n. 1489)
- 7 marzo - Michele Torelli, vescovo cattolico italiano
- 10 marzo - William Paulet, I marchese di Winchester, politico inglese (n. 1483)
- 13 marzo - Pietro Ettoreo, poeta e umanista croato (n. 1487)
- 17 marzo - Marco Antonio Da Mula, cardinale e diplomatico italiano (n. 1506)
- 17 marzo - Georg Hundt von Weckheim, nobile tedesco (n. 1520)
- 20 marzo - Mary Basset, letterata e traduttrice inglese (n. 1523)
- 28 marzo - Jan Woutersz van Cuyck, pittore olandese (n. 1540)

### Aprile
- 4 aprile - Costantino Bonelli, vescovo cattolico sammarinese (n. 1525)
- 16 aprile - Mary Talbot, nobildonna inglese
- 19 aprile - Pieter van Gent, missionario belga (n. 1486)

### Maggio
- 1º maggio - Papa Pio V, papa, vescovo cattolico e santo italiano (n. 1504)
- 5 maggio - Margaret Erskine,  britannica
- 9 maggio - Tommaso Marino, banchiere italiano (n. 1475)
- 11 maggio - Moshe Isserles, teologo e religioso polacco (n. 1520)
- 13 maggio - Giovanni Argenterio, medico italiano (n. 1513)
- 27 maggio - Girolamo Maggi, giurista, poeta e ingegnere italiano
- 27 maggio - Ercole Rangoni, condottiero italiano

### Giugno
- 2 giugno - Thomas Howard, IV duca di Norfolk, nobile inglese (n. 1536)
- 9 giugno - Giovanna III di Navarra, regina (n. 1528)
- 11 giugno - Asakura Kagetoshi, militare giapponese (n. 1505)
- 12 giugno - Alessandro Campesano, poeta italiano (n. 1521)
- 29 giugno - Mariano Vittori, umanista, teologo e vescovo cattolico italiano (n. 1485)

### Luglio
- 5 luglio - Longqing, imperatore cinese (n. 1537)
- 7 luglio - Sigismondo II Augusto di Polonia, re polacco (n. 1520)
- 9 luglio - Giovanni da Colonia, presbitero e santo tedesco
- 25 luglio - Isaac ben Solomon Luria, rabbino, mistico e teologo ottomano (n. 1534)
- 29 luglio - Antonio Faraone, vescovo cattolico italiano

### Agosto
- 5 agosto - Giulio Cesare Borromeo, condottiero e nobile italiano (n. 1517)
- 20 agosto - Miguel López de Legazpi, condottiero spagnolo
- 22 agosto - Thomas Percy, VII conte di Northumberland, conte britannico (n. 1528)
- 23 agosto - Charles de Quellenec, nobile francese (n. 1548)
- 24 agosto - Gaspard II de Coligny, condottiero e nobile francese (n. 1519)
- 24 agosto - Pietro Ramo, filosofo francese (n. 1515)
- 25 agosto - Pierre de La Place, magistrato, giurista e filosofo francese (n. 1520)
- 31 agosto - Claude Goudimel, compositore, editore e teorico della musica francese (n. 1514)

### Settembre
- 3 settembre - Torquato I Conti, I duca di Poli e Guadagnolo, nobile e militare italiano (n. 1519)
- 5 settembre - Diego Espinosa Arévalo, cardinale e vescovo cattolico spagnolo (n. 1513)
- 19 settembre - Barbara d'Austria, nobile austriaca (n. 1539)
- 24 settembre - Túpac Amaru, imperatore inca (n. 1545)
- 29 settembre - Denis Lambin, filologo francese
- 30 settembre - Francesco Borgia, gesuita e santo spagnolo (n. 1510)

### Ottobre
- 9 ottobre - Girolamo da Correggio, cardinale e arcivescovo cattolico italiano (n. 1511)
- 14 ottobre - Stefano Magno, storico italiano (n. 1499)
- 14 ottobre - Girolamo Zane, ammiraglio italiano
- 17 ottobre - Ludovico Beccadelli, arcivescovo cattolico, letterato e scrittore italiano (n. 1501)
- 24 ottobre - Edward Stanley, III conte di Derby, nobile inglese (n. 1509)
- 25 ottobre - Cosimo Bartoli, umanista, scrittore e filologo italiano (n. 1503)

### Novembre
- 16 novembre - Carlo Manfredi Luserna d'Angrogna, militare italiano
- 17 novembre - Johannes Wolf, teologo, biblista e pastore protestante svizzero (n. 1521)
- 23 novembre - Agnolo Bronzino, pittore italiano (n. 1503)
- 24 novembre - John Knox, teologo scozzese (n. 1513)

### Dicembre
- 2 dicembre - Ippolito d'Este, cardinale e arcivescovo cattolico italiano (n. 1509)
- 10 dicembre - Cornelis Musius, presbitero e poeta olandese (n. 1500)
- 22 dicembre - François Clouet, pittore francese (n. 1515)
- 28 dicembre - Ludovico Birago, condottiero italiano (n. 1509)
- 30 dicembre - Galeazzo Alessi, architetto italiano (n. 1512)

### Senza giorno specificato
- Raja Matanda, sovrano filippino (n. 1480)
- Gabriele Adorno, nobile e generale italiano (n. 1499)
- Tommaso Aldobrandini, umanista italiano (n. 1540)
- Mir Sayyid Ali, pittore persiano (n. 1510)
- Violante Bentivoglio, marchesa (n. 1505)
- Lodovico Beretta, architetto italiano (n. 1518)
- Lodovico Birago, condottiero italiano (n. 1509)
- Rafael Bombelli, matematico e ingegnere italiano (n. 1526)
- Giovanni Bona de Boliris, umanista, poeta e scrittore italiano (n. 1520)
- Pietro Bonaventuri,  italiano
- Johannes Buteo, matematico francese (n. 1492)
- Juan Cano de Saavedra, esploratore spagnolo
- Leonardo Cattaneo Della Volta, doge (n. 1487)
- Danese Cattaneo, poeta, scultore e architetto italiano (n. 1512)
- Filippo Cicala, corsaro e condottiero italiano
- Salīma Ciśtī,  indiano (n. 1478)
- Luis Colón de Toledo, navigatore e nobile spagnolo (n. 1522)
- Massimiliano Doria, vescovo cattolico italiano
- Giovanni Antonio Fasolo, pittore italiano (n. 1530)
- Giovanni I della Frisia orientale, conte (n. 1506)
- Antonio Gómez, giurista spagnolo (n. 1501)
- Hirate Hirohide, militare giapponese (n. 1553)
- Jinbō Nagamoto, militare giapponese
- Giovanni Francesco Lottini, politico e scrittore italiano (n. 1512)
- Andrea Minucci, arcivescovo cattolico italiano (n. 1512)
- Andrzej Frycz Modrzewski, filosofo, teologo e scrittore polacco (n. 1503)
- Pietro Nelli, poeta italiano (n. 1511)
- Andrea Pasquali, medico italiano (n. 1496)
- Giovanni Sallustio Peruzzi, architetto italiano
- Paolo Sadoleto, vescovo cattolico e umanista italiano (n. 1508)
- Ippolito Salviani, medico, letterato e naturalista italiano (n. 1514)
- Giovanni Andrea Vavassore, cartografo e editore italiano (n. 1518)
- Giovanni Andrea dell'Anguillara, poeta e letterato italiano (n. 1517)
- Francisco de Moraes Cabral, scrittore portoghese
- Şah Sultan, principessa ottomana (n. 1500)

## Calendario
| Calendario 1572 | Calendario 1572 | Calendario 1572 | Calendario 1572 | Calendario 1572 | Calendario 1572 | Calendario 1572 | Calendario 1572 | Calendario 1572 | Calendario 1572 | Calendario 1572 | Calendario 1572 | Calendario 1572 | Calendario 1572 | Calendario 1572 | Calendario 1572 | Calendario 1572 | Calendario 1572 | Calendario 1572 | Calendario 1572 | Calendario 1572 | Calendario 1572 | Calendario 1572 | Calendario 1572 | Calendario 1572 | Calendario 1572 | Calendario 1572 | Calendario 1572 | Calendario 1572 | Calendario 1572 | Calendario 1572 | Calendario 1572 | Calendario 1572 |
| --------------- | --------------- | --------------- | --------------- | --------------- | --------------- | --------------- | --------------- | --------------- | --------------- | --------------- | --------------- | --------------- | --------------- | --------------- | --------------- | --------------- | --------------- | --------------- | --------------- | --------------- | --------------- | --------------- | --------------- | --------------- | --------------- | --------------- | --------------- | --------------- | --------------- | --------------- | --------------- | --------------- |
|                 | 1               | 2               | 3               | 4               | 5               | 6               | 7               | 8               | 9               | 10              | 11              | 12              | 13              | 14              | 15              | 16              | 17              | 18              | 19              | 20              | 21              | 22              | 23              | 24              | 25              | 26              | 27              | 28              | 29              | 30              | 31              |                 |
| Gennaio         | Ma              | Me              | Gi              | Ve              | Sa              | Do              | Lu              | Ma              | Me              | Gi              | Ve              | Sa              | Do              | Lu              | Ma              | Me              | Gi              | Ve              | Sa              | Do              | Lu              | Ma              | Me              | Gi              | Ve              | Sa              | Do              | Lu              | Ma              | Me              | Gi              |                 |
| Febbraio        | Ve              | Sa              | Do              | Lu              | Ma              | Me              | Gi              | Ve              | Sa              | Do              | Lu              | Ma              | Me              | Gi              | Ve              | Sa              | Do              | Lu              | Ma              | Me              | Gi              | Ve              | Sa              | Do              | Lu              | Ma              | Me              | Gi              | Ve              |                 |                 |                 |
| Marzo           | Sa              | Do              | Lu              | Ma              | Me              | Gi              | Ve              | Sa              | Do              | Lu              | Ma              | Me              | Gi              | Ve              | Sa              | Do              | Lu              | Ma              | Me              | Gi              | Ve              | Sa              | Do              | Lu              | Ma              | Me              | Gi              | Ve              | Sa              | Do              | Lu              |                 |
| Aprile          | Ma              | Me              | Gi              | Ve              | Sa              | Do              | Lu              | Ma              | Me              | Gi              | Ve              | Sa              | Do              | Lu              | Ma              | Me              | Gi              | Ve              | Sa              | Do              | Lu              | Ma              | Me              | Gi              | Ve              | Sa              | Do              | Lu              | Ma              | Me              |                 |                 |
| Maggio          | Gi              | Ve              | Sa              | Do              | Lu              | Ma              | Me              | Gi              | Ve              | Sa              | Do              | Lu              | Ma              | Me              | Gi              | Ve              | Sa              | Do              | Lu              | Ma              | Me              | Gi              | Ve              | Sa              | Do              | Lu              | Ma              | Me              | Gi              | Ve              | Sa              |                 |
| Giugno          | Do              | Lu              | Ma              | Me              | Gi              | Ve              | Sa              | Do              | Lu              | Ma              | Me              | Gi              | Ve              | Sa              | Do              | Lu              | Ma              | Me              | Gi              | Ve              | Sa              | Do              | Lu              | Ma              | Me              | Gi              | Ve              | Sa              | Do              | Lu              |                 |                 |
| Luglio          | Ma              | Me              | Gi              | Ve              | Sa              | Do              | Lu              | Ma              | Me              | Gi              | Ve              | Sa              | Do              | Lu              | Ma              | Me              | Gi              | Ve              | Sa              | Do              | Lu              | Ma              | Me              | Gi              | Ve              | Sa              | Do              | Lu              | Ma              | Me              | Gi              |                 |
| Agosto          | Ve              | Sa              | Do              | Lu              | Ma              | Me              | Gi              | Ve              | Sa              | Do              | Lu              | Ma              | Me              | Gi              | Ve              | Sa              | Do              | Lu              | Ma              | Me              | Gi              | Ve              | Sa              | Do              | Lu              | Ma              | Me              | Gi              | Ve              | Sa              | Do              |                 |
| Settembre       | Lu              | Ma              | Me              | Gi              | Ve              | Sa              | Do              | Lu              | Ma              | Me              | Gi              | Ve              | Sa              | Do              | Lu              | Ma              | Me              | Gi              | Ve              | Sa              | Do              | Lu              | Ma              | Me              | Gi              | Ve              | Sa              | Do              | Lu              | Ma              |                 |                 |
| Ottobre         | Me              | Gi              | Ve              | Sa              | Do              | Lu              | Ma              | Me              | Gi              | Ve              | Sa              | Do              | Lu              | Ma              | Me              | Gi              | Ve              | Sa              | Do              | Lu              | Ma              | Me              | Gi              | Ve              | Sa              | Do              | Lu              | Ma              | Me              | Gi              | Ve              |                 |
| Novembre        | Sa              | Do              | Lu              | Ma              | Me              | Gi              | Ve              | Sa              | Do              | Lu              | Ma              | Me              | Gi              | Ve              | Sa              | Do              | Lu              | Ma              | Me              | Gi              | Ve              | Sa              | Do              | Lu              | Ma              | Me              | Gi              | Ve              | Sa              | Do              |                 |                 |
| Dicembre        | Lu              | Ma              | Me              | Gi              | Ve              | Sa              | Do              | Lu              | Ma              | Me              | Gi              | Ve              | Sa              | Do              | Lu              | Ma              | Me              | Gi              | Ve              | Sa              | Do              | Lu              | Ma              | Me              | Gi              | Ve              | Sa              | Do              | Lu              | Ma              | Me              |                 |